# Колелото на съдбата (таро карта)
Колелото на Съдбата е карта от колодата таро на Райдър-Уейт. Артър Едуард Уейт е ключова фигура в развитието на таро в съответствие с херметичната магическо-религиозна система, която също се е развивала по това време,  а освен че е широко използвано днес, тестото служи за основата на редица други съвременни колоди Таро. 

Според книгата на Уейт от 1910 г. Picture Key to the Tarot, Колелото на Съдбата носи следните пророчески значения: 
10. КОЛЕЛОТО НА СЪДБАТА – Съдба, благополучие, успех, издигане, късмет, щастие. Обърната: Увеличение, изобилие, излишък.
Също като другите карти от Голямата аркана, Колелото на Съдбата е изобразявана различно в различните колоди. От самото създаване на таро през 15-ти век, картата използва за модел колелото на богинята Фортуна. В повечето илюстрации присъства колело с шест или осем спици и фигура (понякога човек или подобен на Сфинкс полу-човек) в египетско облекло. В някои тестета, като това на А.Г. Мюлер, колелото се върти от човек с превръзка на очите; често по него има насядали и падащи хора.
В повечето случаи, колелото е изписано с буквите Т-А-Р-О (по часовниковата стрелка) или Т-О-Р-А (обратно на часовниковата стрелка), които могат да се тълкуват и като Р-О-Т-А – латинската дума за „колело“. В някои случаи присъстват и допълнително алхимични символи за четирите елемента: Земя, Вздух, Огън и Вода.
В ъглите на карта на Уейт присъстват и четири крилати същества, символизиращи четиримата евангелисти (лъв, вол, човек и орел). Четиримата евангелисти са свързани и с четирите фиксирани знака в астрологията: Телец, Лъв, Скорпион и Водолей. Присъства и образа на бог Анубис, издигащ се от дясната страна на колелото, а змиевидният Тифон се спуска отляво. Буквите ТАРО се редуват с еврейските букви י-ה-ו-ה, които се транслитерират като ЯХВЕ (Бог на иврит).

## Тълкувание
Счита се, че картата сочи към предстояща промяна в живота на питащия, като смяна на работа, позиция или състояние: богатия ще стане беден, бедния ще стане богат.   